# Конда
Конда е река в Азиатската част на Русия, Западен Сибир, Ханти-Мансийски автономен окръг, Тюменска област, ляв приток на река Иртиш.
Дължината ѝ е 1097 km, което ѝ отрежда 38-о място по дължина сред реките на Русия.
Река Конда води началото си от блатата разположени във възвишението Люлимвор (южната част на Северо-Сосвинските възвишения), на 114 m н.в., в югозападната част на Ханти-Мансийския автономен окръг, Тюменска област. По цялото си протежение реката тече през силно заблатената и залесена западна част на Западносибирската равнина, като образува огромна дъга изпъкнала на юг. Заблатеността на басейнът ѝ достига до 70%, а езерата заемат около 5%. Речната долина на реката е слабо изразена в релефа, като левият ѝ бряг е нисък и се слива с околните местности и почти повсеместно се наводнява при високи води. Десният бряг е малко по-висок и на места се издига непосредствено до коритото ѝ. Има голяма и широка лява заливна тераса, ниска, заблатена, с множество малки езера и покрита с гъста тайга. Руслото на Конда е силно меандриращо, слабо врязано в релефа. В горното течение ширината му е 15-20 m, в средното и долното от 150 до 300 m, а дълбочината в долното течение рядко надхвърля 5 m. Разположените по течението ѝ непостоянни острови делят реката на два ръкава, единия от които при маловодие пресъхва и се превръща в старица. Преди устието си Конда се разлива нашироко и образува езерото Кондински Сор с дължина до 50 km и ширина от 5 до 10 km, с площ от 143 km2. След като изтече от езерото реката тече край високи брегове, които независимо от това при пълноводие се наводняват. Влива се отляво в река Иртиш при нейния 86 km, на 20 m н.в., в близост село Тюли, Ханти-Мансийски автономен окръг.
Водосборният басейн на Конда обхваща площ от 72,8 хил. km2, което представлява 4,43% от водосборния басейн на река Иртиш. Водосборния басейн на реката обхваща части от Ханти-Мансийския автономен окръг.
Границите на водосборния басейн на реката са следните:
- на север – водосборния басейн на река Северна Сосва и други по-малки леви притоци на Об;
- на югозапад, юг и югоизток – водосборните басейни на реките Тавда, Носка и Алимка, леви притоци на Иртиш.

Река Конда получава 51 притока с дължина над 20 km, като 11 от тях са с дължина над 100 km:
- 923 ← Ух 134 / 554
- 908 ← Ес 233 / 2120
- 892 ← Ейтя 176 / 1220
- 698 → Мулимя 608 / 7810, при село Мулимя
- 680 → Нерпалка 152 / 1090, при град Урай
- 586 → Голям Тап 504 / 6700
- 394 ← Кума 530 / 7750
- 318 → Юконда 324 / 6870, при посьолок Кондинское
- 244 ← Катим 217 / 2480
- 118 → Мордъйога 139 / 1810
- 56 → Кама 201 / 2520, при село Кама

Подхранването на Конда е смесено, като преобладава снежното. Среден годишен отток при село Алтай, на 72 km от устието 342 m3/s. Замръзва в края на октомври или началото на ноември, а се размразява в края на април или началото на май. Средната дълбочина на реката се колебае от 4 до m в дълбоките и тесни места, до 1-2 m в плитките и широки места. Поради огромното количество езера и блата във водосборния басейн на реката нейният отток е регулиран през годината и нейния месечен отток се различава съществено от другите реки в региона. Пролетното пълноводие започва през месец май, с максимум през юни и юли и постепенно намалява, като се проточва чак до декември. По този начин реката няма характерното лятно-есенно маловодие, а само зимно такова.
Средномесечен отток на река Конда (в m3/s) измерен врайона на село Алтай за периода 1962—1999 г.
По течението на реката са разположени 17 населени места, в т.ч. град Урай и селищата от градски тип (посьолки) Луговой, Междуреченски и Кондинское (районен център).
При високи води Конда е плавателна на 744 km от устието си, като се използва основно за транспортиране на дървен материал. В басейна на реката се намира Шаимското нефтено находище.